# Donald Moffat
Donald Moffat (Plymouth, 26 dicembre 1930 – Sleepy Hollow, 20 dicembre 2018) è stato un attore britannico naturalizzato statunitense.

## Biografia
Figlio unico di Kathleen Mary Smith e Walter George Moffat, agente di una compagnia di assicurazione, trascorse l'infanzia a Totnes, dove i suoi genitori gestivano un pensionato per studenti. Dopo gli studi superiori presso la locale King Edward VI School e il servizio militare nell'Esercito, Moffat si diplomò alla Royal Academy of Dramatic Art di Londra.
Iniziò la sua carriera di attore teatrale a Londra debuttando all'Old Vic. Nel 1963 si trasferì a New York ed entrò a far parte dell'APA (The Association of Producing Artists), una compagnia di repertorio a Broadway. Ottenne una candidatura al Tony Award al miglior attore nel 1967 per i suoi ruoli ne L'anitra selvatica di Henrik Ibsen e Ciascuno a suo modo di Luigi Pirandello. Vinse un Drama Desk Award, con Jason Robards, come miglior attore protagonista per Arriva l'uomo del ghiaccio di O'Neill (1986) e un Obie Award per Painting Churches di Tina Howe nel 1983. 
Prese parte come attore a numerosi film per il cinema e per la televisione; tra questi, quello del corrotto presidente degli Stati Uniti in Sotto il segno del pericolo (1994), per il grande schermo, e in un episodio della serie TV, Colombo.

## Filmografia

### Cinema
- La battaglia di Rio della Plata (The Battle of the River Plate), regia di Michael Powell e Emeric Pressburger (1956) – non accreditato
- La prima volta di Jennifer (Rachel, Rachel), regia di Paul Newman (1968)
- R.P.M. Rivoluzione per minuto (R.P.M.), regia di Stanley Kramer (1970)
- La banda di Jesse James (The Great Northfield Minnesota Raid), regia di Philip Kaufman (1972)
- The Trial of the Catonsville Nine, regia di Gordon Davidson (1972)
- A viso aperto (Showdown), regia di George Seaton (1973)
- L'uomo terminale (The Terminal Man), regia di Mike Hodges (1974)
- Terremoto (Earthquake), regia di Mark Robson (1974)
- Land of No Return, regia di Kent Bateman (1978)
- Promises in the Dark, regia di Jerome Hellman (1979)
- On the Nickel, regia di Ralph Waite (1980)
- Health, regia di Robert Altman (1980)
- Popeye - Braccio di Ferro (Popeye), regia di Robert Altman (1980)
- The White Lions, regia di Mel Stuart (1981)
- La cosa (The Thing), regia di John Carpenter (1982)
- Uomini veri (The Right Stuff), regia di Philip Kaufman (1983)
- Alamo Bay, regia di Louis Malle (1985)
- Tempi migliori (The Best of Times ), regia di Roger Spottiswoode (1986)
- Non aprite quell'armadio (Monster in the Closet), regia di Bob Dahlin (1986)
- L'insostenibile leggerezza dell'essere (The Unbearable Lightness of Being), regia di Philip Kaufman (1988)
- Far North, estremo Nord (Far North), regia di Sam Shepard (1988)
- Music box - prova d'accusa (Music Box), regia di Costa-Gavras (1989)
- Il falò delle vanità (The Bonfire of the Vanities), regia di Brian De Palma (1990)
- Conflitto di classe (Class Action), regia di Michael Apted (1991)
- A proposito di Henry (Regarding Henry), regia di Mike Nichols (1991)
- Moglie a sorpresa (Housesitter), regia di Frank Oz (1992)
- Per amore e per vendetta (Love, Cheat & Steal), regia di William Curran (1993)
- Sotto il segno del pericolo (Clear and Present Danger), regia di Phillip Noyce (1994)
- Bufera in paradiso (Trapped in Paradise), regia di George Gallo (1994)
- Conflitti del cuore (The Evening Star), regia di Robert Harling (1996)
- Un sorriso come il tuo (A Smile Like Yours), regia di Keith Samples (1997)
- The Sleep Room, regia di Anne Wheeler (1998)
- La fortuna di Cookie (Cookie's Fortune), regia di Robert Altman (1999)

### Televisione
- La città in controluce (Naked City) – serie TV, episodio 1x05 (1958)
- The DuPont Show of the Month – serie TV, episodio 2x08 (1959)
- The United States Steel Hour – serie TV, 4 episodi (1958-1960)
- Armstrong Circle Theatre – serie TV, episodio 12x01 (1961)
- Look Up and Live – serie TV, 1 episodio (1961)
- La parola alla difesa (The Defenders) – serie TV, episodi 2x29-4x28 (1963-1965)
- Coronet Blue – serie TV, episodio 1x04 (1967)
- Of Mice and Men – film TV (1968)
- Una vita da vivere (One Life to Live) – soap opera TV (1968)
- Arrivano le spose (Here Come the Brides) – serie TV, episodio 2x04 (1969)
- Room 222 – serie TV, episodio 1x14 (1969)
- Lancer – serie TV, episodio 2x17 (1970)
- Ai confini dell'Arizona (The High Chaparral) – serie TV, episodio 3x20 (1970)
- Hawaii squadra cinque zero (Hawaii Five-O) – serie TV, episodio 3x01 (1970)
- Giovani ribelli (The Young Rebels) – serie TV, episodio 1x09 (1970)
- Missione impossibile (Mission: Impossible) – serie TV, episodio 6x04 (1971)
- Bonanza – serie TV, episodi 11x17-13x08 (1970-1971)
- Mistero in galleria (Night Gallery) – serie TV, episodio 2x11 (1971)
- The Devil and Miss Sarah – film TV (1971)
- Mannix – serie TV, episodio 7x13 (1973)
- Le sorelle Snoop (The Snoop Sisters) – serie TV, episodio 1x01 (1973)
- Gunsmoke – serie TV, episodio 19x18 (1974)
- Ironside – serie TV, episodi 6x14-7x21 (1972-1974)
- A Touch of the Poet – film TV (1974)
- Rex Harrison Presents Stories of Love – film TV (1974)
- Alla ricerca di un sogno (The New Land) – serie TV, episodio 1x01 (1974)
- Great Performances – serie TV, 1 episodio (1975)
- Il richiamo della foresta (The Call of the Wild) – film TV (1976)
- L'uomo da sei milioni di dollari (The Six Million Dollar Man) – serie TV, episodi 3x09-4x02 (1975-1976)
- Una famiglia americana (The Waltons) – serie TV, episodio 5x17 (1977)
- Codice R (Code R) – serie TV, episodio 1x04 (1977)
- Eleanor and Franklin: The White House Years – film TV (1977)
- Exo-Man – film TV (1977)
- Mary White – film TV (1977)
- I Fitzpatricks (The Fitzpatricks) – serie TV, episodio 1x09 (1977)
- Waiting for Godot – film TV (1977)
- La casa nella prateria (Little House on the Prairie) – serie TV, episodio 4x17 (1978)
- La fuga di Logan (Logan's Run) – serie TV, 14 episodi (1977-1978)
- Sergeant Matlovich vs. the U.S. Air Force – film TV (1978)
- The Word – miniserie TV, 4 episodi (1978)
- The Gift of Love – film TV (1978)
- Tartuffe – film TV (1978)
- In casa Lawrence (Family) – serie TV, episodi 2x19-4x09 (1977-1979)
- L'abisso - Storia di una madre e di una figlia (Strangers: The Story of a Mother and Daughter) – film TV (1979)
- Ebony, Ivory and Jade – film TV (1979)
- Mrs. R's Daughter – film TV (1979)
- Una storia del West (The Chisholms) – miniserie TV, episodi 2x03-2x04-2x05 (1980)
- The Long Days of Summer – film TV (1980)
- Jacqueline Bouvier Kennedy – film TV (1981)
- Dallas – serie TV, episodi 6x13-6x14-6x15 (1982-1983)
- Chi amerà i miei bambini? (Who Will Love My Children?) – film TV (1983)
- Attraverso occhi nudi (Through Naked Eyes) – film TV (1983)
- Mississippi (The Mississippi) – serie TV, episodio 2x13 (1984)
- Diritto alla vita (License to Kill) – film TV (1984)
- La signora in giallo (Murder, She Wrote) – serie TV, episodio 1x21 (1985)
- Ai confini della realtà (The Twilight Zone) – serie TV, episodi 1x30-1x31-1x32 (1985)
- American Playhouse – serie TV, episodio 5x15 (1986)
- Houston: The Legend of Texas – film TV (1986)
- Desperado – film TV (1987)
- Morire per amore (When the Time Comes) – film TV (1987)
- Buck James – serie TV, episodi 1x01-1x04-1x19 (1987-1988)
- Identità bruciata (The Bourne Identity) – miniserie TV (1988)
- Causa d'amore (Necessary Parties) – film TV (1988)
- Tattingers – serie TV, episodio 1x08 (1989)
- Avvocati a Los Angeles (L.A. Law) – serie TV, episodio 3x12 (1989)
- China Beach – serie TV, episodio 2x16 (1989)
- Cross of Fire – film TV (1989)
- Salverò i miei fratelli (A Son's Promise) – film TV (1990)
- Kaleidoscope – film TV (1990)
- Kojak: Flowers for Matty – film TV (1990)
- Brattigan, detective di cronaca (The Great Pretender) – film TV (1991)
- Babe Ruth – film TV (1991)
- Colombo (Columbo) – serie TV, episodio 10x05 (1992)
- Teamster Boss: The Jackie Presser Story – film TV (1992)
- Majority Rule – film TV (1992)
- Tales of the City – miniserie TV (1993)
- Is There Life Out There? – film TV (1994)
- La signora del West (Dr. Quinn, Medicine Woman) – serie TV, episodio 5x21 (1997)
- Bull – serie TV, 5 episodi (2000)
- 61* – film TV (2001)
- West Wing - Tutti gli uomini del Presidente (The West Wing) – serie TV, episodio 4x13 (2003)
- Law & Order - Il verdetto (Law & Order: Trial by Jury) – serie TV, episodio 1x01 (2005)

## Doppiatori italiani
Nelle versioni in italiano delle opere in cui ha recitato, Donald Moffat è stato doppiato da:
- Dario Penne in Dallas, Sotto il segno del pericolo
- Sergio Rossi in L'insostenibile leggerezza dell'essere, Bufera in Paradiso
- Nando Gazzolo in Music Box - Prova d'accusa, Conflitto di classe
- Massimo Turci in La battaglia di Rio della Plata
- Cip Barcellini in La prima volta di Jennifer
- Sergio Tedesco in La fuga di Logan
- Elio Pandolfi in Popeye - Braccio di Ferro
- Arturo Dominici in La cosa
- Giuseppe Fortis ne Il falò delle vanità
- Sergio Graziani in A proposito di Henry
- Pietro Biondi in Colombo
- Gianfranco Bellini in Moglie a sorpresa
- Valerio Ruggeri in Un sorriso come il tuo
- Enzo Garinei in La fortuna di Cookie
- Michele Kalamera in La signora in giallo